# (31617) Meeraradha
(31617) Meeraradha est un astéroïde de la ceinture principale.

## Description
(31617) Meeraradha est un astéroïde de la ceinture principale. Il fut découvert le 15 avril 1999 à Socorro (Nouveau-Mexique) par le projet LINEAR. Il présente une orbite caractérisée par un demi-grand axe de 2,30 UA, une excentricité de 0,13 et une inclinaison de 9,3° par rapport à l'écliptique.

## Compléments